# Вољени (филм)
Вољени (енгл. The Loved Ones) аустралијски је хорор филм из 2009. године, редитеља и сценаристе Шона Бирна са Завијером Самјуелом, Робин Макливи и Викторијом Тејн у главним улогама. Радња прати психотичну Лолу Стоун, која се са својим оцем иживљава над својим другом из одељења који је одбио да јој буде партнер да матурској вечери. Шон Бирн је био номинован за Награду ААКТА за најбољи оригинални сценарио.
Музику за филм компоновао је Оли Олсен, али се у њему могу чути и песме других аустралијских извођача, као што су Кејси Чејмберс и Парквеј драјв. Премијера је била 13. септембра 2009, на Филмском фестивалу у Торонту, где је добио награду по избору публике у категорији Поноћног лудила. Упркос комерцијалном неуспеху, филм је добио позитивне критике и на сајту Ротен томејтоуз оцењен је са 98%. This film ranks  49th place on the site's Top 100 Horror Movies list.

## Радња
Филм почиње сценом у којој Ден Мичел учи свог сина Брента да вози ауто. Изненада, пред њима се појављује крвав човек на сред пута. Како би покушао да га избегне, Брент нагло скреће и удара о дрво, што убија његовог оца.
Шест месеци касније, Брент одбија позив Лоле Стоун да јој буде партнер за матурско вече, пошто већ иде са својом девојком Холи. Међутим, то код Лоле изазива неочекивану реакцију и она пред њим показује своју психотичну страну.

## Улоге
| Глумац            | Улога          |
| ----------------- | -------------- |
| Завијер Самјуел   | Брент Мичел    |
| Робин Макливи     | Лола Стоун     |
| Џон Брамптон      | Ерик Стоун     |
| Ричард Вилсон     | Џејми          |
| Викторија Тејн    | Холи           |
| Џесика Макнеми    | Мија Валентајн |
| Ендру С. Гилберт  | Пол            |
| Сузи Даферти      | Карла Мичел    |
| Викторија Игер    | Џудит          |
| Ен Скот-Пендлбери | „Светлоока”    |
| Фред Витлок       | Ден Мичел      |
| Стивен Волден     | Тими Валентајн |